# Stephen Curry
Wardell Stephen Curry (Akron, 1988. március 14. –) olimpiai bajnok amerikai válogatott kosárlabda-játékos, az NBA Golden State Warriors csapatában. Sok megfigyelő véleménye szerint ő a legjobb tempódobó az NBA történetében. Négyszeres NBA-bajnok, kétszeres NBA Most Valuable Player, a 2022-es NBA All-Star és NBA-döntő MVP-je, illetve 2024-ben ő nyerte el az Jerry West-díjat (legjobban teljesítő játékos nyomás alatt) díjat.
Curry édesapja (Dell Curry) és öccse (Seth Curry) is az NBA-ben játszott/játszik. Egyetemen a Davidson Wildcats csapatában játszott, ahol pontszerző rekordokat állított be csapatánál és a saját főcsoportjában, továbbá vezérletével 2008-ban csapata bejutott az Elite Eight-be. Ő lett a főcsoport legértékesebb játékosa és neki volt egy szezon alatt a legtöbb sikeres hárompontos-kísérlete (162) másodévesként. Curryt a 2009-es NBA-drafton a Warriors választotta ki a 7. helyen.
A 2014–2015-ös NBA-évadban Curry megnyerte az NBA MVP díját, és hozzásegítette a Warriors csapatát első bajnoki győzelméhez 1975 óta. A következő szezonban ő lett a liga első játékosa, aki megkapott minden szavazatot a legértékesebb játékosi szavazáson. Ebben a szezonban ő dobta a legtöbb pontot a ligában, miközben 50-40-90 (mezőny-hárompontos-büntető) százalékokkal dobott és csapatával, a Warriorsszal beállították a legtöbb alapszakasz-győzelmet egy szezon alatt (73), azonban a döntőben kikaptak a Cleveland Cavalierstől a 7. meccsen. Ezek után Curry hozzásegítette csapatát zsinórban két bajnoki címhez 2017-ben és 2018-ban. 2019-ben eljutottak megint a döntőig, azonban ott a Toronto Raptors csapatával szemben vereséget szenvedtek. Sok sérülést követően 2022-ben Curry megnyerte negyedik bajnoki címét és első döntő MVP-trófeáját is.
Ő szerezte a legtöbb hárompontost az NBA történetében, ezzel megelőzve a korábbi rekordtartó Ray Allent. 2025. március 14-én újabb mérföldkövet ért el, ugyanis 4000. hárompontosát szerezte a Sacramento Kings csapata ellen, ezzel ő lett az első játékos az NBA történelmében, aki elérte ezt a számot.

## Életpályája

### Gyermekkora
Curry 1988. március 14-én született az ohiói Akron városában, az Akron General Medical Centerben, Sonya (leánykori nevén Adams) és Dell Curry gyermekeként. Életének nagy részét az észak karolinai Charlotte-ban töltötte, ahol édesapja NBA-karrierje nagy részét a Charlotte Hornets játékosaként töltötte. Curry gyakran játszott fiatalabb testvérével Seth-tel a kertjükben található kosárlabdapályán.
A család egy időre Torontóba költözött, ahol Dell a Raptors játékosaként fejezte be pályafutását. Ez idő alatt Curry a Queensway Christian College fiú kosárlabdacsapatában játszott, és veretlen szezont produkáltak. Tagja volt a Toronto 5–0 nevű klubcsapatnak is, amely Ontario-szerte játszott mérkőzéseket, többek között olyan későbbi NBA-játékosok ellen, mint Cory Joseph és Kelly Olynyk.
Dell visszavonulása után a család visszaköltözött Charlotte-ba, és Curry beiratkozott a Charlotte Christian Schoolba. Itt All-Conference és All-State válogatott lett, valamint három konferenciagyőzelemhez és három állami rájátszásbeli szerepléshez vezette csapatát. Édesapja híres virginiai egyetemi karrierje miatt Curry szerette volna a Virginia Tech csapatában folytatni tanulmányait és játékát, de vékony, 72 kilós testalkata miatt csak ösztöndíj nélküli játéklehetőséget ajánlottak neki. Végül a Davidsoni Főiskola mellett döntött, amely már a tizedik osztályos kora óta aktívan próbálta őt megszerezni.

### Egyetemi évei
Curry egyetemi kosárlabda-karrierje a Davidsoni Főiskola csapatában (Davidson Wildcats) kezdődött 2006-ban, ahol már újoncként felhívta magára a figyelmet kivételes pontszerző képességeivel. Első évében 21,5 pontos meccsátlagot produkált, és 113 sikeres hárompontost dobott, amivel megdöntötte az NCAA újoncokra vonatkozó rekordját. Teljesítményének köszönhetően elnyerte a déli főcsoport Év újonca címet, és már ekkor megjósolták, hogy különleges jövő vár rá.
Második évében országos hírnévre tett szert, miután vezérletével a Davidson váratlanul bejutott az NCAA-bajnokság (March Madness) legjobb nyolc csapata közé. Curry fantasztikus teljesítményt nyújtott a torna során: minden mérkőzésen legalább 25 pontot szerzett, és olyan nagynevű egyetemek csapatait győzték le, mint a Georgetown és a Wisconsin. A szezon során átlagosan 25,9 pontot dobott, és bekerült az Associated Press All-American második csapatába.
Harmadik, egyben utolsó egyetemi évében Curry továbbra is az NCAA egyik legjobb játékosa volt: 28,6 pontos meccsátlagával ő lett az egyetemi bajnokság legjobb pontszerzője. Ugyan a Davidson nem jutott be az NCAA-torna főtáblájára ebben a szezonban, Curry egyéni teljesítménye tovább emelkedett. Harmadik évének végén úgy döntött, hogy jelentkezik az NBA-draftra, ahol a Golden State Warriors választotta ki 7. helyen.

### NBA-karrierje
Curry már az első szezonjában lenyűgözte a ligát kiváló dobóképességével és játékintelligenciájával, és második lett Az év újonca szavazáson Tyreke Evans mögött. Karrierje elején sérülések hátráltatták, különösen a bokájával kapcsolatban, de a 2012–2013-as szezonban áttörést ért el, és beállította az akkori NBA-rekordot 272 sikeres hárompontossal egy szezon alatt.
A 2014–2015-ös szezonban Steve Kerr vezetőedző érkezése után Curry új szintre emelte a játékát. Megnyerte első MVP-címét, és vezérletével a Warriors megnyerte az NBA-bajnoki címet, 40 év után először. A következő szezonban (2015–2016) történelmi teljesítményt nyújtott: 402 hárompontost dobott, ami máig rekord, és ő lett az NBA történetének első egyhangú MVP-je. A Warriors 73 győzelemmel zárta az alapszakaszt, megdöntve a Chicago Bulls korábbi 72–10-es rekordját.
2017-ben és 2018-ban Kevin Durant csatlakozásával újabb két bajnoki címet nyertek, Curry mindkét évben kulcsszereplő volt. A 2019-es döntő elvesztése és több sérülés után a Warriors visszaesett, de Curry 2021-ben visszatért csúcsformában, és 2022-ben negyedik bajnoki címét is megszerezte. Ugyanebben az évben először döntő MVP lett.

## Statisztikák
A Basketball Reference adatai alapján.

### Egyetem
| Év      | Csapat   | JM  | KM  | JP/M | MG%  | 3P%  | BD%  | LP/M | GP/M | L/M | B/M | P/M   |
| ------- | -------- | --- | --- | ---- | ---- | ---- | ---- | ---- | ---- | --- | --- | ----- |
| 2006–07 | Davidson | 34  | 33  | 30.9 | .463 | .408 | .855 | 4.6  | 2.8  | 1.8 | .2  | 21.5  |
| 2007–08 | Davidson | 36  | 36  | 33.1 | .483 | .439 | .894 | 4.6  | 2.9  | 2.0 | .4  | 25.9  |
| 2008–09 | Davidson | 34  | 34  | 33.7 | .454 | .387 | .876 | 4.4  | 5.6  | 2.5 | .2  | 28.6* |
| Karrier | Karrier  | 104 | 103 | 32.6 | .467 | .412 | .876 | 4.5  | 3.7  | 2.1 | .3  | 25.3  |

### NBA

#### Alapszakasz
| Év         | Csapat                | JM   | KM   | JP/M | MG%  | 3P%  | BD%   | LP/M | GP/M | L/M  | B/M | P/M   |
| ---------- | --------------------- | ---- | ---- | ---- | ---- | ---- | ----- | ---- | ---- | ---- | --- | ----- |
| 2009–2010  | Golden State Warriors | 80   | 77   | 36.2 | .462 | .437 | .885  | 4.5  | 5.9  | 1.9  | 0.2 | 17.5  |
| 2010–2011  | Golden State Warriors | 74   | 74   | 33.6 | .480 | .442 | .934* | 3.9  | 5.8  | 1.5  | 0.3 | 18.6  |
| 2011–2012  | Golden State Warriors | 26   | 23   | 28.2 | .490 | .455 | .809  | 3.4  | 5.3  | 1.5  | 0.3 | 14.7  |
| 2012–2013  | Golden State Warriors | 78   | 78   | 38.2 | .451 | .453 | .900  | 4.0  | 6.9  | 1.6  | 0.2 | 22.9  |
| 2013–2014  | Golden State Warriors | 78   | 78   | 36.5 | .471 | .424 | .885  | 4.3  | 8.5  | 1.6  | 0.2 | 24.0  |
| 2014–2015† | Golden State Warriors | 80   | 80   | 32.7 | .487 | .443 | .914* | 4.3  | 7.7  | 2.0  | 0.2 | 23.8  |
| 2015–2016  | Golden State Warriors | 79   | 79   | 34.2 | .504 | .454 | .908* | 5.4  | 6.7  | 2.1* | 0.2 | 30.1* |
| 2016–2017† | Golden State Warriors | 79   | 79   | 33.4 | .468 | .411 | .898  | 4.5  | 6.6  | 1.8  | 0.2 | 25.3  |
| 2017–2018† | Golden State Warriors | 51   | 51   | 32.0 | .495 | .423 | .921* | 5.1  | 6.1  | 1.6  | 0.2 | 26.4  |
| 2018–2019  | Golden State Warriors | 69   | 69   | 33.8 | .472 | .437 | .916  | 5.3  | 5.2  | 1.3  | 0.4 | 27.3  |
| 2019–2020  | Golden State Warriors | 5    | 5    | 27.8 | .402 | .245 | 1.000 | 5.2  | 6.6  | 1.0  | 0.4 | 20.8  |
| 2020–2021  | Golden State Warriors | 63   | 63   | 34.2 | .482 | .421 | .916  | 5.5  | 5.8  | 1.2  | 0.1 | 32.0* |
| 2021–2022† | Golden State Warriors | 64   | 64   | 34.5 | .437 | .380 | .923  | 5.2  | 6.3  | 1.3  | 0.4 | 25.5  |
| 2022–2023  | Golden State Warriors | 56   | 56   | 34.7 | .493 | .427 | .915  | 6.1  | 6.3  | 0.9  | 0.4 | 29.4  |
| 2023–2024  | Golden State Warriors | 74   | 74   | 32.7 | .450 | .408 | .923  | 4.5  | 5.1  | 0.7  | 0.4 | 26.4  |
| 2024–2025  | Golden State Warriors | 70   | 70   | 32.2 | .448 | .397 | .933* | 4.4  | 6.0  | 1.1  | 0.4 | 24.5  |
| Karrier    | Karrier               | 1026 | 1020 | 34.1 | .471 | .423 | .911  | 4.7  | 6.4  | 1.5  | 0.3 | 24.7  |
| All Star   | All Star              | 10   | 9    | 26.5 | .424 | .393 | 1.000 | 6.0  | 5.6  | 1.4  | 0.3 | 21.6  |

#### Play-in
| Év      | Csapat                | JM | KM | JP/M | MG%  | 3P%  | BD%   | LP/M | GP/M | L/M | B/M | P/M  |
| ------- | --------------------- | -- | -- | ---- | ---- | ---- | ----- | ---- | ---- | --- | --- | ---- |
| 2021    | Golden State Warriors | 2  | 2  | 44.0 | .490 | .500 | .933  | 5.5  | 4.0  | 1.5 | .0  | 38.0 |
| 2024    | Golden State Warriors | 1  | 1  | 36.5 | .500 | .429 | 1.000 | 4.0  | 2.0  | 2.0 | 1.0 | 22.0 |
| 2025    | Golden State Warriors | 1  | 1  | 38.7 | .409 | .462 | 1.000 | 8.0  | 4.0  | 1.0 | .0  | 37.0 |
| Karrier | Karrier               | 4  | 4  | 39.7 | .466 | .463 | .977  | 5.8  | 3.3  | 1.5 | .3  | 33.8 |

#### Rájátszás
| Év      | Csapat                | JM  | KM  | JP/M | MG%  | 3P%  | BD%  | LP/M | GP/M | L/M | B/M | P/M  |
| ------- | --------------------- | --- | --- | ---- | ---- | ---- | ---- | ---- | ---- | --- | --- | ---- |
| 2013    | Golden State Warriors | 12  | 12  | 41.4 | .434 | .396 | .921 | 3.8  | 8.1  | 1.7 | .2  | 23.4 |
| 2014    | Golden State Warriors | 7   | 7   | 42.3 | .440 | .386 | .881 | 3.6  | 8.4  | 1.7 | .1  | 23.0 |
| 2015†   | Golden State Warriors | 21  | 21  | 39.3 | .456 | .422 | .835 | 5.0  | 6.4  | 1.9 | .1  | 28.3 |
| 2016    | Golden State Warriors | 18  | 17  | 34.3 | .438 | .404 | .916 | 5.5  | 5.2  | 1.4 | .3  | 25.1 |
| 2017†   | Golden State Warriors | 17  | 17  | 35.3 | .484 | .419 | .904 | 6.2  | 6.7  | 2.0 | .2  | 28.1 |
| 2018†   | Golden State Warriors | 15  | 14  | 37.0 | .451 | .395 | .957 | 6.1  | 5.4  | 1.7 | .7  | 25.5 |
| 2019    | Golden State Warriors | 22  | 22  | 38.5 | .441 | .377 | .943 | 6.0  | 5.7  | 1.1 | .2  | 28.2 |
| 2022†   | Golden State Warriors | 22  | 18  | 34.7 | .459 | .397 | .829 | 5.2  | 5.9  | 1.3 | .4  | 27.4 |
| 2023    | Golden State Warriors | 13  | 13  | 37.9 | .466 | .363 | .845 | 5.2  | 6.1  | 1.0 | .5  | 30.5 |
| 2025    | Golden State Warriors | 8   | 8   | 35.1 | .477 | .400 | .893 | 5.3  | 5.1  | 1.0 | .8  | 22.6 |
| Karrier | Karrier               | 155 | 149 | 37.2 | .454 | .397 | .889 | 5.3  | 6.1  | 1.5 | .3  | 26.8 |

## Díjak, és rekordok

### NBA
- 4× NBA-bajnok (2015, 2017, 2018, 2022)
- 2× NBA Most Valuable Player (2015, 2016)
- NBA-döntő Most Valuable Player (2022)
- NBA All-Star-gála MVP (2022)
- 11× NBA All-Star (2014–2019, 2021–2025)
- 11× All-NBA csapat
  - 4× Első csapat: 2015, 2016, 2019, 2021
  - 4× Második csapat: 2014, 2017, 2022, 2023
  - 3× Harmadik csapat: 2018, 2024, 2025
- 2× NBA legtöbb pont (2016, 2021)
- NBA legtöbb labdaszerzés (2016)
- 50-40-90 klub (2016)
- 2× NBA Three-Point Contest-bajnok (2015, 2021)
- NBA Sportember-díj (2011)
- NBA Közösségépítő-díj (2014)
- NBA Első újonc csapat (2010)
- NBA Skill Challenge bajnok (2011)
- NBA alapszakasz során szerzett legtöbb hárompontos (402)
- NBA rekord: Egy rájátszás során a legtöbb sikeres hárompontos kísérlet (98 – Egyenlő Klay Thompson-nal)
- NBA Döntő rekord: Egy mérkőzés során a legtöbb sikeres hárompontos kísérlet (9)
- Warriors legtöbb pontot szerző játékosa
- Warriors legtöbb gólpasszt szerző játékosa
- Warriors legtöbb stealt szerző játékosa
- Warriors legtöbb sikeres hárompontos kísérletet szerző játékosa
- Warriors legtöbb gólpasszt szerző játékosa (rájátszás)
- Warriors legtöbb sikeres hárompontos kísérletet szerző játékosa (rájátszás)
- Warriors legtöbb stealt szerző játékosa (rájátszás)
- Warriors legtöbb pontot szerző játékosa (rájátszás)
- NBA legtöbb sikeres hárompontos (4000)

### Főiskola
- AP Az év sportolója (2015)
- Consensus All-American Első csapat (2009)
- Consensus All-American Második csapat (2008)
- NCAA legtöbb pont (2009)
- 2× SoCon Az év játékosa (2008, 2009)

### Egyéb
- 2× FIBA Világbajnok (2010, 2014)[32]
- Jefferson díj – Kiemelkedő közösségi munkájáért (2011)
- ESPY Az év legjobb férfi sportolója, és legjobb NBA játékosa díj (2015)[33]
- BET Az év sportolója díj (2015)[34]
- AP Az év férfi sportolója (2015)[35]
- Hickok öv (2015)[36]
- ESPY díj jelölt a legjobb rekord döntési teljesítményért(2016)[37]
- BET Az év sportolója díj (2019)[38]
- Teen Choice díj az év legjobb férfi sportolója (2019)
- ESPY A legjobb NBA játékos díj (2021)

## Fordítás
- Ez a szócikk részben vagy egészben  a   Stephen Curry című angol Wikipédia-szócikk ezen változatának fordításán alapul.  Az eredeti cikk szerkesztőit annak laptörténete sorolja fel. Ez a jelzés csupán a megfogalmazás eredetét és a szerzői jogokat jelzi, nem szolgál a cikkben szereplő információk forrásmegjelöléseként.